# Dimítrisz Nikoláu
Dimítrisz Nikoláu (görögül: Δημήτρης Νικολάου; Halkída, 1998. augusztus 13. –) görög korosztályos válogatott labdarúgó, a Spezia Calcio játékosa.

## Pályafutása

### Klubcsapatban
2007-ben került a Ruf együttesétől az Olimbiakósz akadémiájára. 2015-ben a klub Panajótisz Récosz, Jórgosz Manthátisz és Thanászisz Andrúcosz mellett vele is profi szerződést kötött. 2016-ban ezt 2021-ig bővítették ki és több fizetést is kapott mellé. 2017. január 25-én mutatkozott be a kupában az Árisz Theszaloníkisz ellen. Négy nappal később az első csapatban a bajnokságban a PAE Véria ellen 2–1-re megnyert találkozón debütált. Február 2-án az Árisz Theszaloníkisz elleni kupa visszavágón megszerezte első gólját. 2019. január 28-án kölcsönbe került az Empoli csapatához félévre. Április 15-én mutatkozott be az Atalanta ellen. Június 2-án érvényesítette a klub a vásárlási opciót és négy évre szerződtette. 2021 nyarán szerződtette a Spezia Calcio csapata öt évre. Augusztus 13-án mutatkozott be a kup
ban góllal a Pordenone Calcio ellen.

### A válogatottban
Tagja volt a 2015-ös U17-es labdarúgó-Európa-bajnokságon részt vevő görög U17-es válogatottnak, amely a csoportjának harmadik helyén végzett. 2017. június 9-én debütált a görög U21-es labdarúgó-válogatottban a szerb U21-es labdarúgó-válogatott elleni barátságos mérkőzésen.

## Sikerei, díjai
- Olimbiakósz
  - Görög bajnok: 2016–17

- Empoli
  - Serie B: 2020–21